# Fonts de Santa Maria d'Ivorra
Les Fonts de Santa Maria d'Ivorra són unes fonts del municipi d'Ivorra (Segarra) incloses en l'Inventari del Patrimoni Arquitectònic de Catalunya.

## Descripció

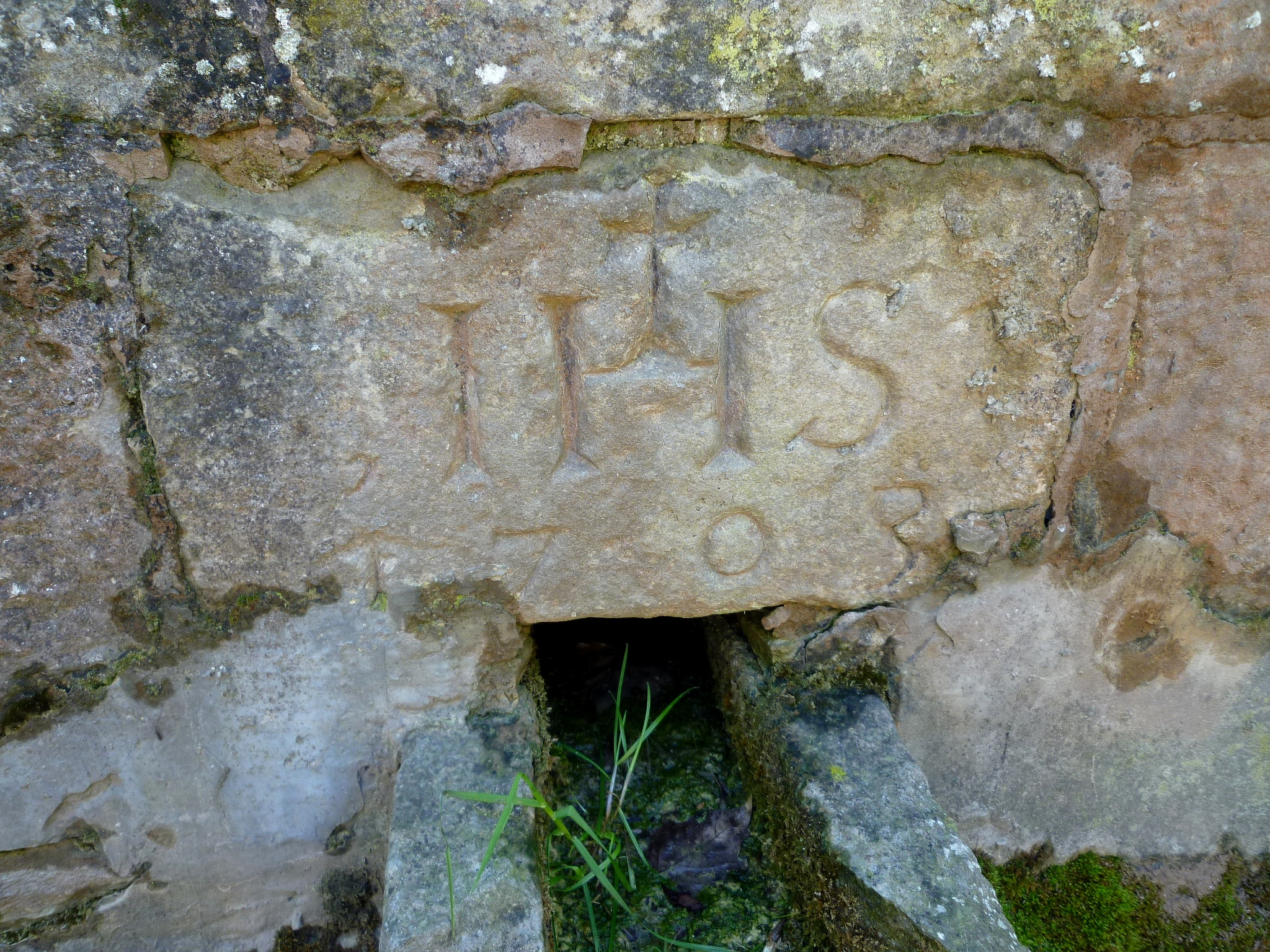
Brollador principal

Les fonts de Santa Maria estan situades als afores del nucli d'Ivorra, sota el Santuari del Sant Dubte, i engloven la font de Sant Gervasi i Sant Protasi i les fonts de Santa Maria.
Presenten un mur realitzat amb carreus de pedra treballada de mitjanes dimensions, d'on en surten cinc brolladors, quatre dels quals utilitzen un tub de ferro, mentre que el cinquè brollador presenta una mena de canaló de pedra, on al carreu superior apareix una inscripció amb l'anagrama de Jesucrist (JHS) i la data de construcció, 1708.
Les fonts de Sant Gervasi i Sant Protasi estan situades al seu davant, formant un mateix espai, les quals reben aquest nom en honor de la capella documentada al segle xi, que es bastia prop d'aquest indret, conegut com l'era del Vicenç. Estan construïdes per un mur realitzat amb paredat d'on en surt un brollador de pedra que desguassa a una pica inferior de pedra sorrenca i planta rectangular, amb un petit rebaix a un dels seus extrems que condueix l'aigua a una segona pica de majors dimensions i també de planta rectangular que probablement s'utilitzava com a abeurador pels animals. Aquesta presenta un rebaix a ambdós costats, un per a l'entrada de l'aigua i l'altre per la sortida.